# سورانوس
سورانوس (به انگلیسی: Soranus of Ephesus) پزشکی یونانی از اهالی افسوس بود که در قرن اول یا دوم میلادی می زیست.
او تحصیلات خود را ابتدا در اسکندریه و پس از آن در رم دنبال نمود و از شاخص‌ترین نمایندگان مکتب متدیک در پزشکی به شمار می رود. چندین اثر از وی به جا مانده است که مهم‌ترین آن‌ها رساله ای چهار جلدی در باب بیماری‌های زنان و همچنین ترجمه ای لاتین از کتاب خودش به نام در باب بیماری های حاد و مزمن است.

## زندگی
در باب زندگانی وی اطلاعات چندانی در دست نیست. در کتاب سودا که در دو مدخل آن به وی اشاره رفته‌است آمده که سورانوس از اهالی افسوس و فرزند مناندر و فوبه بود. تحصیلات پزشکی‌اش را در زمان تراژان و هادریان(۹۸-۱۳۸) و در شهرهای اسکندریه و بعد در رم به انجام رسانید. او معلم آتالوس بود و زمانی مرد که جالینوس کتابش به نام روش درمان (De Methodo Medendi) را حدود ۱۷۸ میلادی نوشته بود.